# Helmut Lipfert
Helmut Lipfert, nemški častnik, vojaški pilot in letalski as, * 6. avgust 1916, Lippelsdorf (Turingija), † 10. avgust 1990. 
Svojo vojaško pot je Helmut Lipfert začel kot podčastnik v tankovski enoti. Leta 1941 je začel obiskovati tečaj za pilota lovskega letala, ki ga je uspešno zaključil leta 1942. 16. decembra 1942 je bil poslan v tedaj že znani lovski polk JG 52 na južnem delu vzhodne fronte. Dodeljen je bil šesti eskadrilji (6. JG 52), kjer je na svoji osemnajsti nalogi, 30. januarja 1943, dosegel prvo zračno zmago, ko je  v spopadu sestrelil sovjetskega lovca La-5. Svojo deseto zmago je zabeležil 25. junija 1943, dvajseto pa 5. septembra istega leta.
Septembra 1943 je tudi prevzel poveljstvo nad 6. eskadriljo JG 52, že 8. oktobra pa je v enem dnevu sestrelil kar pet sovjetskih letal. Oktobra tega leta je skupaj sestrelil 18 sovražnih letal, novembra pa kar 21, med katerimi je bilo tudi njegovo 50. in 60. sestreljeno letalo. Številko 50 je dosegel 12. novembra, 60. pa 27. novembra. Svojo zmagovito pot je nadaljeval tudi v decembru, ko je sestrelil naslednjih 16 letal. Tako je do konca leta 1943 nanizal kar 80 zračnih zmag. 
25. januarja 1944 je po doseženi 88. zmagi dobil dopust, tako da se je na fronto vrnil šele konec marca. 11. aprila 1944 je zabeležil svojo stoto zmago, 150. pa 24. oktobra istega leta. 
15. februarja 1945 je stotnik Lipfert postal poveljnik prve lovske skupine JG 53, ki je bila stacionirana na Madžarskem. Med služenjem v tej enoti je 8. aprila 1945 sestrelil svoje 200. sovražno letalo. Za 203 dosežene zmage je bil 17. aprila 1945 odlikovan s hrastovim listjem k viteškemu križcu (837. dobitnik). Po razpustitvi polka JG 53 je bil poslan nazaj v svojega prejšnjega, JG 52, kjer je bil dodeljen 7. eskadrilji, v kateri je tudi dočakal konec vojne.
Po vojni je delal kot učitelj in se je le redko videval s svojimi tovariši iz vojnih časov. Živel je vse do leta 1990, ko je preminil 10. avgusta, štiri dni po svojem štiriinsedemdesetem rojstnem dnevu. 
Med svojo kariero lovskega pilota je Lipfert na več kot 700 nalogah sestrelil 203 letala, prav vse zmage pa je dosegel na vzhodni fronti. Med sestreljenimi letali sta bila dva štirimotorna težka bombnika ter 39 jurišnikov Iljušin Il-2. Poleg tega je prijavil še 27 zračnih zmag, ki mu jih niso potrdili zaradi pomanjkanja dokazov. 

## Odlikovanja
- Ehrenpokal der Luftwaffe (14. november 1943)
- Nemški križ v zlatu (28. januar 1944)
- Viteški križ železnega križca (nemško: Ritterkreuz) (5. april 1944)
- Hrastovo listje k viteškemu križcu (Eichenlaub) (17. april 1945)